# Liste der Biografien/Lanc
Liste der Biografien |
Portal Biografien |
Personensuche
# |
A |
B |
C |
D |
E |
F |
G |
H |
I |
J |
K |
L |
M |
N |
O |
P |
Q |
R |
S |
T |
U |
V |
W |
X |
Y |
Z |
?
 
La |
Lb |
Lc |
Le |
Lg |
Lh |
Li |
Lj |
Ll |
Lm |
Lo |
Lp |
Lt |
Lu |
Lv |
Lw |
Lx |
Ly |
Lz
 
Laa |
Lab |
Lac |
Lad |
Lae–Lah |
Lai |
Laj |
Lak |
Lal |
Lam |
Lan |
Lao |
Lap |
Laq |
Lar |
Las |
Lat |
Lau |
Lav |
Law |
Lax |
Lay |
Laz
 
Lana |
Lanc |
Land |
Lane |
Lanf |
Lang |
Lanh |
Lani |
Lanj |
Lank |
Lanl |
Lanm |
Lann |
Lano |
Lanp |
Lanq |
Lanr |
Lans |
Lant |
Lanu |
Lanv |
Lanw |
Lanx |
Lany |
Lanz
Die Liste der Biografien führt alle Personen auf, die in der deutschsprachigen Wikipedia einen Artikel haben. Dieses ist eine Teilliste mit 129 Einträgen von Personen, deren Namen mit den Buchstaben „Lanc“ beginnt.

## Lanc
- Lanč, Alois (1948–2024), slowakischer Schach- und Fernschachspieler
- Lanc, Arthur (1907–1995), österreichischer Mediziner
- Lanc, Erwin (1930–2025), österreichischer Politiker (SPÖ), Landtagsabgeordneter, Abgeordneter zum Nationalrat
- Lanc, Maria (1911–1995), österreichische Gerechte unter den Völkern

### Lanca
- Lanca, Sara (* 1997), portugiesische Tennisspielerin
- Lançarote, portugiesischer Seefahrer und Sklavenhändler
- Lancashire, Sarah (* 1964), britische Schauspielerin
- Lancaster, Alan (1949–2021), britischer Musiker
- Lancaster, Amber (* 1980), US-amerikanische Schauspielerin und Model
- Lancaster, Bettina (* 1964), österreichische Politikerin (SPÖ), Mitglied des Bundesrates
- Lancaster, Brett (* 1979), australischer Radrennfahrer
- Lancaster, Burt (1913–1994), US-amerikanischer Filmschauspieler und FilmproduzentBurt Lancaster (1913–1994)

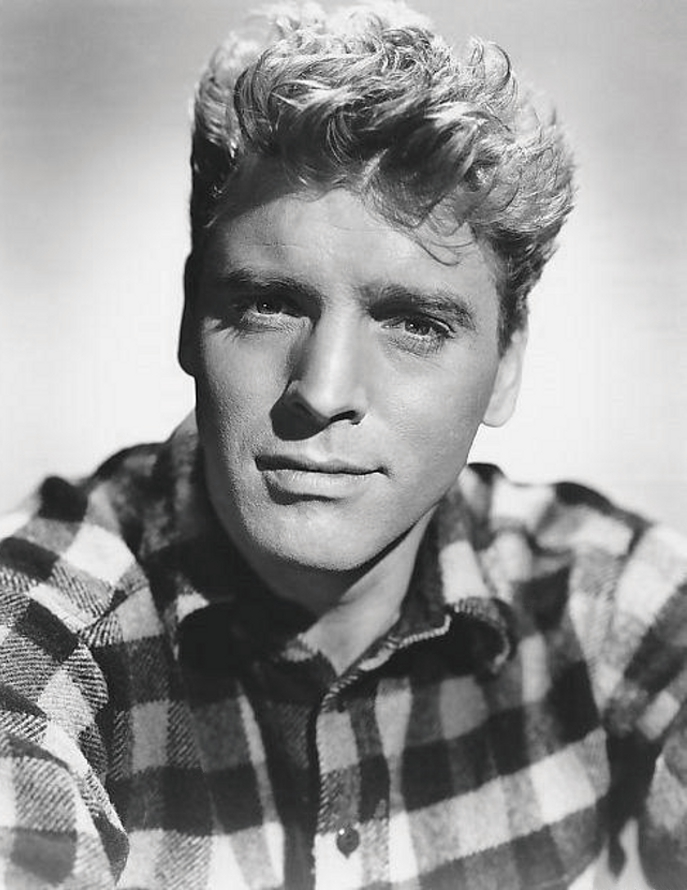
Burt Lancaster (1913–1994)

- Lancaster, Byard (1942–2012), US-amerikanischer Jazzsaxophonist und -flötist
- Lancaster, Columbia (1803–1893), US-amerikanischer Politiker
- Lancaster, David, Filmproduzent
- Lancaster, Frederick Wilfrid (1933–2013), britisch-US-amerikanischer Bibliotheks- und Informationswissenschaftler
- Lancaster, Henry Carrington (1882–1954), US-amerikanischer Romanist und Literarhistoriker
- Lancaster, James († 1618), englischer Seefahrer und Diplomat
- Lancaster, James, irischer Schauspieler
- Lancaster, Jane, britische Sängerin
- Lancaster, Jon (* 1988), britischer Automobilrennfahrer
- Lancaster, Joseph (1778–1838), englischer Pädagoge
- Lancaster, Kelvin (1924–1999), US-amerikanischer Wirtschaftswissenschaftler
- Lancaster, Martin (* 1943), US-amerikanischer Politiker
- Lancaster, Nancy (1897–1994), US-amerikanische Gesellschaftsdame, Innenraum- und Gartengestalterin
- Lancaster, Patrick, US-amerikanischer Vlogger, Podcaster und Influencer
- Lancaster, Peter (* 1929), britischer Mathematiker
- Lancaster, Philippa of (1360–1415), Prinzessin von England und Königin von Portugal
- Lancaster, Sarah (* 1980), US-amerikanische SchauspielerinSarah Lancaster (* 1980)

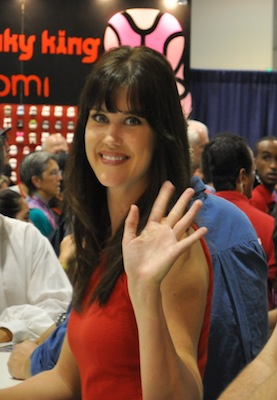
Sarah Lancaster (* 1980)

- Lancaster, Stuart (1920–2000), US-amerikanischer Schauspieler
- Lancaster, Thomas of, 1. Duke of Clarence (1388–1421), englischer Prinz
- Lancaster, William (1898–1933), britischer Pilot und Abenteurer
- Lancaster, William (1947–1997), US-amerikanischer Filmproduzent, Drehbuchautor und Schauspieler
- Lancastre, Maria José de (* 1946), portugiesische Literaturwissenschaftlerin und Herausgeberin
- Lancastro y Abreu, Maria Ursula (1682–1730), portugiesisch-südamerikanische Abenteurerin
- Lancaume, Karen (1973–2005), französische Schauspielerin und PornodarstellerinKaren Lancaume (1973–2005)

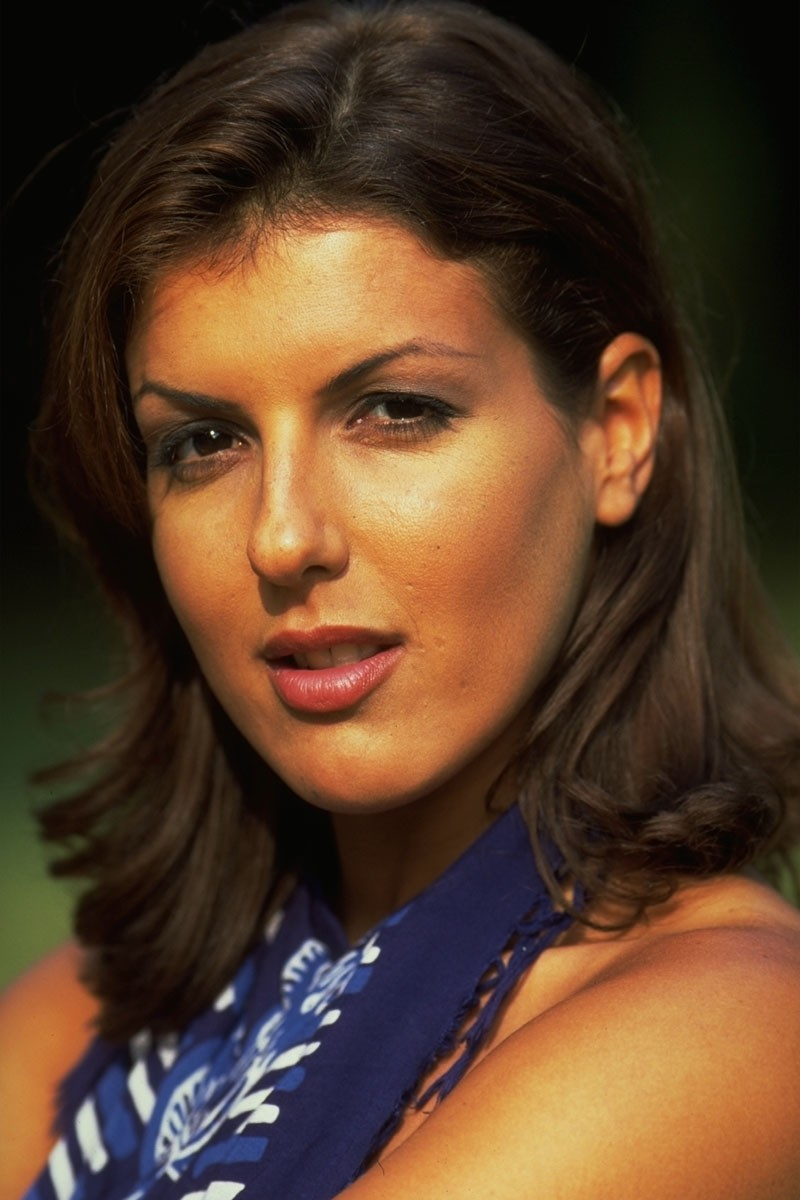
Karen Lancaume (1973–2005)

### Lance
- Lance, Alain (* 1939), französischer Schriftsteller, Übersetzer, Pädagoge und Lyriker
- Lance, Bert (1931–2013), US-amerikanischer Bankmanager und demokratischer Politiker
- Lance, George (1802–1864), englischer Maler
- Lance, James (* 1975), britischer Schauspieler
- Lance, Leonard (* 1952), US-amerikanischer Politiker
- Lance, Major (1939–1994), amerikanischer R&B-Sänger
- Lance, Ryan (* 1962), US-amerikanischer Ingenieur und Manager
- Lance, Thomas (1891–1976), englischer Bahnradsportler und Olympiasieger
- Lance, Tiger (1940–2010), südafrikanischer Cricketspieler
- Lance, Trey (* 2000), US-amerikanischer American-Football-Spieler
- Lancefield, Rebecca (1895–1981), US-amerikanische Mikrobiologin
- Lancelin, Sabine (* 1959), belgische Kamerafrau
- Lancelle, Eike (* 1941), deutscher Verwaltungsjurist, Staatssekretär in Berlin und in Brandenburg
- Lancelle, Friedrich (1802–1893), deutscher Jurist und Parlamentarier
- Lancelle, Otto Quirin (1885–1941), deutscher Generalleutnant im Zweiten Weltkrieg
- Lancelle, Quirin (1869–1907), preußischer Landrat
- Lancellotti, Filippo (1732–1794), italienischer Kardinal der Römischen Kirche
- Lancellotti, Orazio (1571–1620), italienischer Kardinal der Römischen Kirche
- Lancellotti, Scipione († 1598), Kardinal der Römischen Kirche
- Lancellotti, Secondo (1583–1643), italienischer Benediktiner und Geschichtsschreiber
- Lancelot de Saint-Maard, Marschall von Frankreich
- Lancelot, Alain (1937–2020), französischer Politikwissenschaftler
- Lancelot, Claude († 1695), französischer jansenistischer Mönch und Linguist
- Lancelot, Erik Olivier, norwegischer Schlagzeuger
- Lancelot, Olivier († 2018), französischer Jazzmusiker
- Lancen, Serge (1922–2005), französischer Komponist, Pianist und Musiker
- Lancereaux, Étienne (1829–1910), französischer Arzt und Diabetologe
- Lancero, Lenard (* 1995), philippinischer Eishockeyspieler
- Lancester, Peter (* 1960), deutscher Buchautor
- Lancetti, Pino (1928–2007), italienischer Modeschöpfer und Designer

### Lanch
- Lanchares, Santiago (* 1952), spanischer Komponist
- Lanchbery, John (1923–2003), englischer und australischer Dirigent
- Lanchester, Elsa (1902–1986), britisch-US-amerikanische SchauspielerinElsa Lanchester (1902–1986)

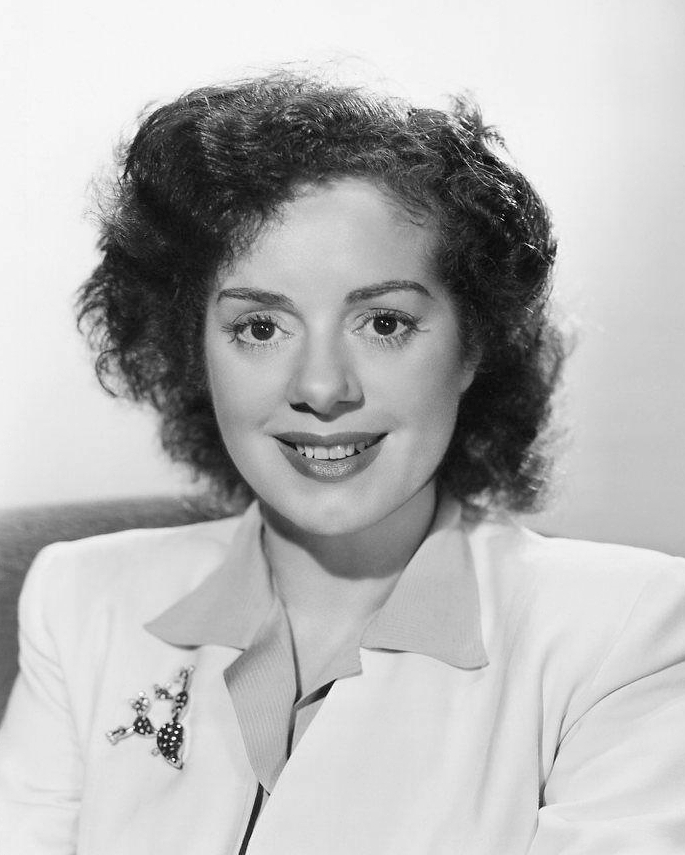
Elsa Lanchester (1902–1986)

- Lanchester, Frederick W. (1868–1946), britischer Forscher, Ingenieur und Unternehmer
- Lanchester, John (* 1962), britischer Schriftsteller
- Lancho, Arantxa (* 2000), deutsche Skispringerin

### Lanci
- Lanci, Arthur Diego Mariano (* 1996), brasilianischer Beachvolleyballspieler
- Lanci, Baldassare (1510–1571), italienischer Künstler und Architekt
- Lanci, Francesco Maria (1799–1875), polnischer Architekt
- Lanci, Giuseppe (* 1942), italienischer Kameramann
- Lanci, Witold (1829–1892), polnischer Architekt
- Lancia, Vincenzo (1881–1937), italienischer Automobilkonstrukteur
- Lanciani, Rodolfo (1845–1929), italienischer Klassischer Archäologe, Ingenieur und Topograph
- Lanciano, Francesca (* 1994), italienische Dreispringerin
- Lancien, Frédéric (* 1971), französischer Bahnradsportler
- Lancien, Nathalie (* 1970), französische Radrennfahrerin
- Lancien, Noël (1934–1999), französischer Komponist und Dirigent
- Lancien, Roger (* 1945), französischer Radrennfahrer
- Lancieri, Julio (* 1966), uruguayischer Fußballspieler
- Lancinger, Václav (* 1896), tschechoslowakischer Wasserballspieler
- Lancini, Abdem Ramon (1934–2007), venezolanischer Herpetologe
- Lancini, Matteo (* 1965), italienischer Psychologe
- Lančinskas, Kęstutis (* 1967), litauischer Polizist, Missionsleiter der Beratenden Mission der Europäischen Union in der Ukraine
- Lancisi, Giovanni Maria (1654–1720), italienischer Mediziner und Naturforscher
- Lancizolle, Carl Wilhelm von (1796–1871), deutscher Jurist
- Lancizolle, Heinrich von (1838–1892), deutscher Architekt und preußischer Baubeamter

### Lanck
- Lancken, Ägidius von der (1580–1631), herzoglich holstein-gottorpscher Rat und Beamter
- Lancken, Bernhard von der (1813–1892), mecklenburg-strelitzischer Rittergutsbesitzer und Hofbeamter
- Lancken, Bertha von der (* 1863), deutsche Schriftstellerin
- Lancken, Eberhard von der (1849–1918), preußischer Generalleutnant
- Lancken, Fritz von der (1890–1944), deutscher Offizier und Widerstandskämpfer
- Lancken, Gustav von der (1780–1831), deutscher Privatgelehrter, Schriftsteller und Historiker
- Lancken, Henning von der (1937–2014), deutscher Politiker (CDU), MdA und ehemaliger Bezirksbürgermeister von Berlin-Wilmersdorf
- Lancken, Julius von der (1767–1831), Gutbesitzer
- Lancken, Olof von der († 1668), mecklenburgischer Stallmeister, Amtshauptmann, Rat, Hofmeister und Hofmarschall
- Lancken, Philipp Christoph von der (1617–1677), schwedisch-pommerscher Diplomat und Kanzler
- Lancken, Rickwan von der, deutscher Hofjunker und Verwaltungsbeamter
- Lancken, Wolf von der (1845–1920), deutscher Verwaltungsjurist und Hofbeamter
- Lanckorońska, Karolina (1898–2002), polnische KunsthistorikerinKarolina Lanckorońska (1898–2002)

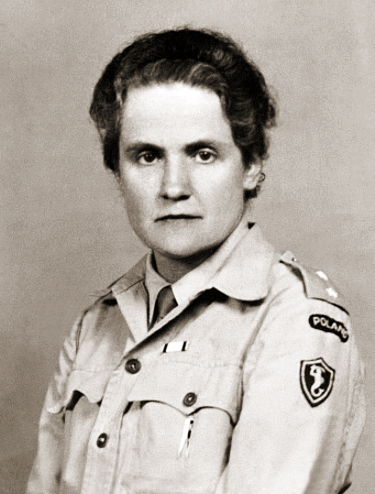
Karolina Lanckorońska (1898–2002)

- Lanckoroński z Brzezia, Mikołaj († 1462), polnischer Ritter
- Lanckoroński, Antoni Józef (1760–1830), polnisch-litauischer Adliger und Politiker
- Lanckoroński, Karl (1848–1933), österreichischer Kunstsammler, Archäologe und Denkmalpfleger
- Lanckoroński, Leo (1884–1967), deutscher Richter, Photograph und Übersetzer
- Lanckoroński-Brzezie, Karl von (1799–1863), k.k. Oberstkämmerer und Ritter des goldenen Vließes
- Lanckow, Ludwig (1845–1908), deutscher Künstler der Düsseldorfer Malerschule

### Lancl
- Lanclée, Jürgen (* 1944), deutscher Politiker (SPD), MdL
- Lanclume, Jules (* 1991), französischer Radrennfahrer aus Guadeloupe

### Lancm
- Lancman, Sarah (* 1989), französische Jazzsängerin, Pianistin und Komponistin
- Lancmanis, Imants (* 1941), lettischer Kunsthistoriker, Maler, Restaurator und Autor

### Lanco
- Lancon, Burt (* 1960), US-amerikanischer Eiskunstläufer
- Lançon, Philippe (* 1963), französischer Journalist und Schriftsteller
- Lancour, Gene (* 1947), amerikanischer Science-Fiction- und Fantasy-Autor

### Lancr
- Lancre, Pierre de (1553–1631), französischer Jurist und Hexenverfolger
- Lancret, Nicolas (1690–1743), französischer Maler
- Lancry, Yehuda (* 1947), israelischer Politiker und Diplomat

### Lanct
- Lanctôt, Alfred (1912–1969), kanadischer Ordensgeistlicher, römisch-katholischer Bischof von Rulenge
- Lanctot, Gustave (1883–1975), kanadischer Historiker und Archivar

### Lancu
- Łańcucki, Stanisław (1882–1937), polnischer Politiker (PPSD und KPP)

### Lancz
- Lancz, Barbora (* 2002), slowakisch-ungarische Handballspielerin
- Lancz, Michael († 1523), Maler der Spätgotik und Frührenaissance
- Lanczkowski, Günter (1917–1993), deutscher Religionswissenschaftler und Altamerikanist
- Lanczos, Cornelius (1893–1974), ungarischer Mathematiker und Physiker
- Lanczová, Lenka (* 1964), tschechische Jugendbuchautorin